# Emanuel von Merta

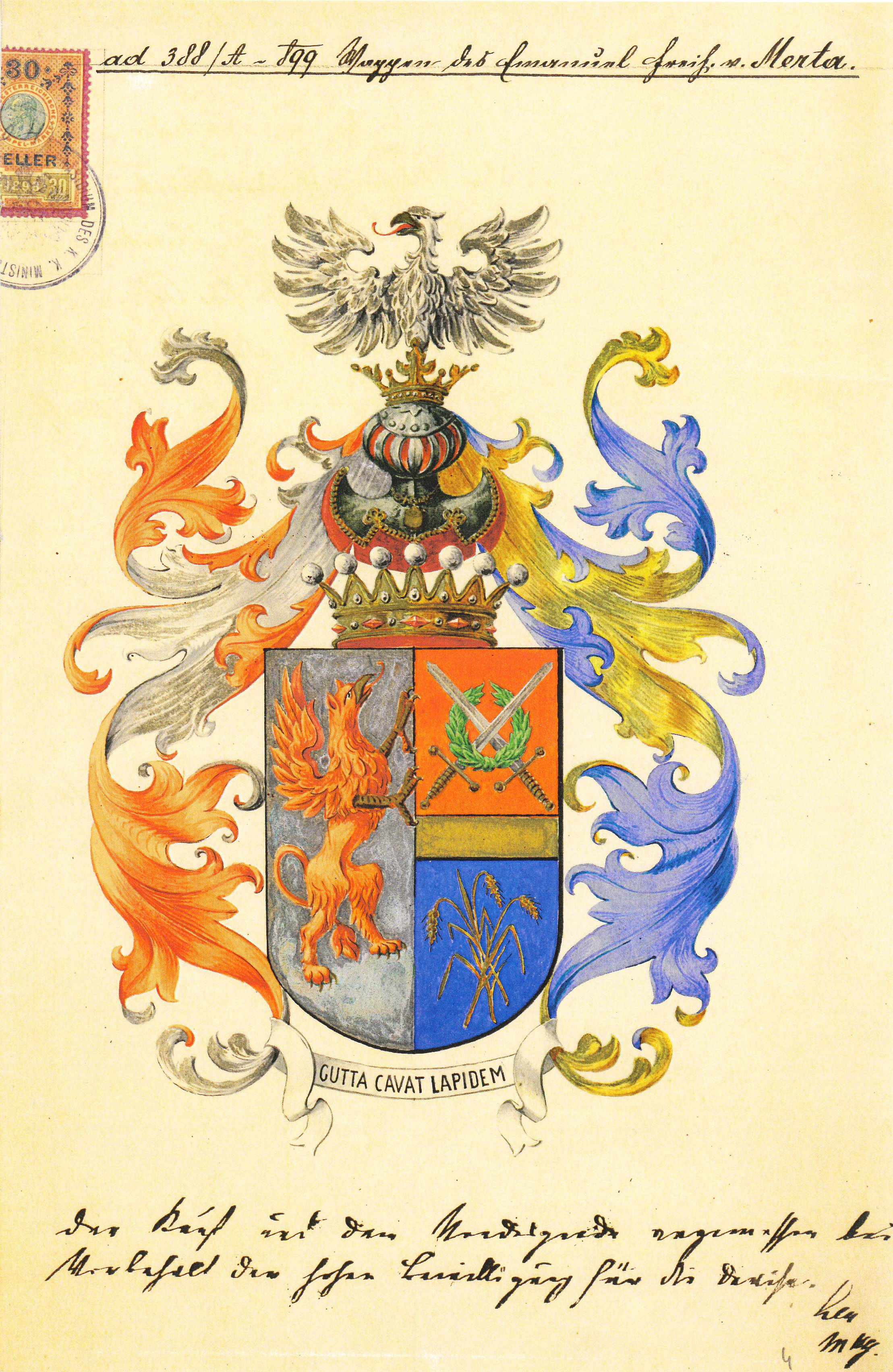
erb Emanuela Jana sv. p. von Merta

Emanuel Jan svobodný pán von Merta (3. listopadu 1836 Győr (Maďarsko) – 30. srpna 1899 Vorochta (dnes Ukrajina)
]) byl velitel 9. armádního sboru, velící generál v Josefově, c. a k. skutečný tajný rada a titulární držitel pěšího pluku č. 94. Byl rovněž rytířem Řádu železné koruny I. třídy, rytířem Řádu Františka Josefa I., majitelem Vojenského záslužného kříže s válečnou dekorací, Vojenské záslužné medaile na červené stuze, Válečné medaile, Vojenského služebního odznaku II. tř. pro důstojníky a dalších zahraničních vyznamenání, jako je norský Řád svatého Olafa nebo toskánský Vojenský záslužný řád.

## Rodina
Sloužil stejně jako jeho otec Jan Merta (10. 5. 1806 – 26. 12. 1886) v Rakouské a později v Rakousko-Uherské armádě. Otec Emanuela Jana Merty se narodil v rolnické rodině v moravské obci Stavenice na statku čp. 16, (okr. Šumperk, Olomoucký kraj) a měl více sourozenců – Františka, Ignáce, Isidora, Josefa, Barboru, Magdalénu a Marianu. Rodného statku se ujal jeho bratr František a Jan Merta odchází k vojsku. Je uváděn posádkou v uherském městě Györu (Belváros), zde se narodil také jeho syn Emanuel Jan. Jan Merta umírá v hodnosti hejtmana I. třídy v Bratislavě.
Dne 6. února 1892 se oženil ve Lwově s Klotildou Grünewaldovou (29.12.1864–1939), se kterou měl dvě dcery Klotildu Marii Antonii (12.10.1892–8.4.1980) a Marii Josefu Pelagii (7.7.1897 – 19.7.1964). Klotilda Marie Antonie se dne 26. června 1923 provdala za příslušníka starého polského šlechtického rodu – Tadeáše Vojtěcha hraběte Komorowského (erb Korczak) (5. 5. 1899 – 6. 2. 1969).

## Vojenská kariéra
Dne 23. září roku 1851 byl přidělen k pěšímu pluku č. 41 baron Sivkovich v Olomouci. V hodnosti nadporučíka se zúčastnil bojů Prusko-Rakouské války roku 1866, kde se zúčastnil např. bitvy u Custozy.
V letech 1882 až 1884 byl velícím důstojníkem pěšího pluku č. 50, v letech 1884 až 1885 byl velícím důstojníkem 1. horské brigády. V roce 1885 byl v hodnosti generálmajora jmenován ředitelem Vídeňské válečné akademie a tuto funkci vykonával až do roku 1891, kdy se stal zástupcem náčelníka generálního štábu Rakousko-Uherské armády. Tuto funkci vykonával do roku 1894. Dne 26.6.1894 byl jmenován velitelem 9. armádního sboru s posádkou v městě Josefstadt (dnes Josefov, místní část města Jaroměř) a také vrchním velitelem pevnosti Josefstadt. Tuto funkci vykonával až do svého penzionování v červenci roku 1899. Dne 1.5.1898 byl Emanuel Jan sv. p. von Merta povýšen do hodnosti polního zbrojmistra a stal se také titulárním majitelem pěšího pluku č. 94. Byl považován za jednoho z největších vojenských teoretiků své doby.[zdroj⁠?!]

## Odborné práce
- Pokyny pro pěchotní zbraně, 1879
- Instruktážní cesta na Moravu v období mezi 1878 – 1880
- Vyhodnocení taktického cvičení při zkouškách štábních důstojníků, 1882
- Úvod pro zhotovení písemných hlášení a pomocných materiálů/podkladů taktického a operačního rázu

## Povýšení do šlechtického stavu
Za své zásluhy a dlouholetou činnost v armádě byl dne 1.6.1899 císařem Františkem Josefem I. nobilitován do stavu svobodných pánů.
Dne 1.7.1899 byl penzionován a dne 31.8.1899 náhle zemřel. Je pochován na hřbitově ve Worochtě (dnes z části na území Polska a z části na území Ukrajiny).